# Estafeta 4 x 200 metros livres
Estafeta 4x200 metros livres (português europeu) ou revezamento 4x200 metros rasos (português brasileiro) é uma prova em estilo livre da natação.

## Evolução dos recordes mundiais masculino (piscina longa)
(Tabela parcial, não contém todos os recordes)
| País               | Data                 | Tempo   |
| ------------------ | -------------------- | ------- |
| Reino Unido        | 24 de julho, 1908    | 10m55s6 |
| Estados Unidos     | 20 de julho, 1924    | 9m53s4  |
| Japão              | 9 de agosto, 1932    | 8m58s4  |
| França             | 2 de agosto, 1951    | 8m33s0  |
| União Soviética    | 4 de novembro, 1956  | 8m24s5  |
| Austrália          | 6 de agosto, 1960    | 8m16s6  |
| Estados Unidos     | 10 de agosto, 1963   | 8m07s6  |
| Austrália          | 24 de julho, 1970    | 7m50s8  |
| Estados Unidos     | 31 de agosto, 1972   | 7m35s78 |
| Alemanha Ocidental | 23 de agosto, 1983   | 7m20s40 |
| Estados Unidos     | 21 de setembro, 1988 | 7m12s51 |
| Austrália          | 27 de julho, 2001    | 7m04s66 |
| Estados Unidos     | 13 de agosto, 2008   | 6m58s56 |

## Evolução dos recordes mundiais feminino (piscina longa)
(Tabela parcial, não contém todos os recordes)
| País              | Data               | Tempo   |
| ----------------- | ------------------ | ------- |
| Alemanha Oriental | 22 de agosto, 1982 | 8m02s27 |
| Alemanha Oriental | 18 de agosto, 1987 | 7m55s47 |
| Estados Unidos    | 18 de agosto, 2004 | 7m53s42 |
| Alemanha          | 3 de agosto, 2006  | 7m50s82 |
| Estados Unidos    | 29 de março, 2007  | 7m50s09 |
| Austrália         | 14 de agosto, 2008 | 7m44s31 |